# Anscar Vonier

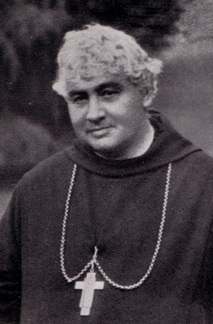
Anscar Vonier

Anscar Vonier, al secolo Martin Vonier (Ringschnait, 11 novembre 1875 – Buckfast, 26 dicembre 1938), è stato un teologo tedesco, abate benedettino di Buckfast.

## Biografia
Nato nel Württemberg, trascorse l'infanzia a Rißegg; nel 1889 entrò nel collegio dell'abbazia benedettina di Buckfast, nel Devonshire, fondata nel 1880 dai monaci francesi espulsi da La Pierre-qui-Vire.
Abbracciò la vita religiosa tra i monaci dell'abbazia nel 1893 e fu ordinato prete il 17 dicembre 1898. Completò la sua formazione ecclesiastica a Roma, nel collegio di Sant'Anselmo, laureandosi in filosofia nel 1900. Rientrato a Buckfast, fu prefetto degli studenti e procuratore; nell'ottobre 1905 tornò a Roma come docente di filosofia a Sant'Anselmo.
Il 14 settembre 1906 fu eletto abate di Buckfast: tra il 1907 e il 1932 promosse la ricostruzione del monastero e della chiesa abbaziale. Mori nel 1938, rientrando da un viaggio a Roma.
Fu un pensatore e uno scrittore molto apprezzato: esercitò una notevole influenza spirituale anche tramite la corrispondenza, le conferenze spirituali e la predicazione di ritiri al clero e ai laici.

## Opere
Lasciò 16 volumi:
- The human soul (1913);
- The personality of Christ (1914);
- The christian mind (1918);
- The divine divine Motherhood (1921);
- A key to the doctrine of the Eucharist (1925);
- The life of the world to come (1926);
- The art of Christ (1927);
- The Angels (1928);
- The new and eternal Covenant (1930);
- Death and Judgement (1930);
- Christ the King of glory (1932);
- Christianus (1933);
- The Victory of Christ (1934);
- The Spirit and the Bride (1935; pubblicato in italiano con il titolo Lo Spirito e la Sposa nel 1949);
- The People of God (1937);
- Sketches and studies in theology (1940).